# 3996 Fugaku
Fugaku (asteróide 3996) é um asteróide da cintura principal, a 2,0245741 UA. Possui uma excentricidade de 0,1037895 e um período orbital de 1 240,17 dias (3,4 anos).
Fugaku tem uma velocidade orbital média de 19,81668101 km/s e uma inclinação de 2,28414º.
Este asteróide foi descoberto em 5 de Dezembro de 1988 por Masaru Arai, Hiroshi Mori.